# レオポルド2世 (トスカーナ大公)

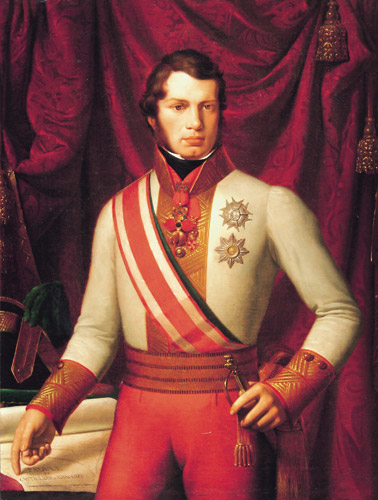
ピエトロ・ベンヴェヌーティ画（1832年）

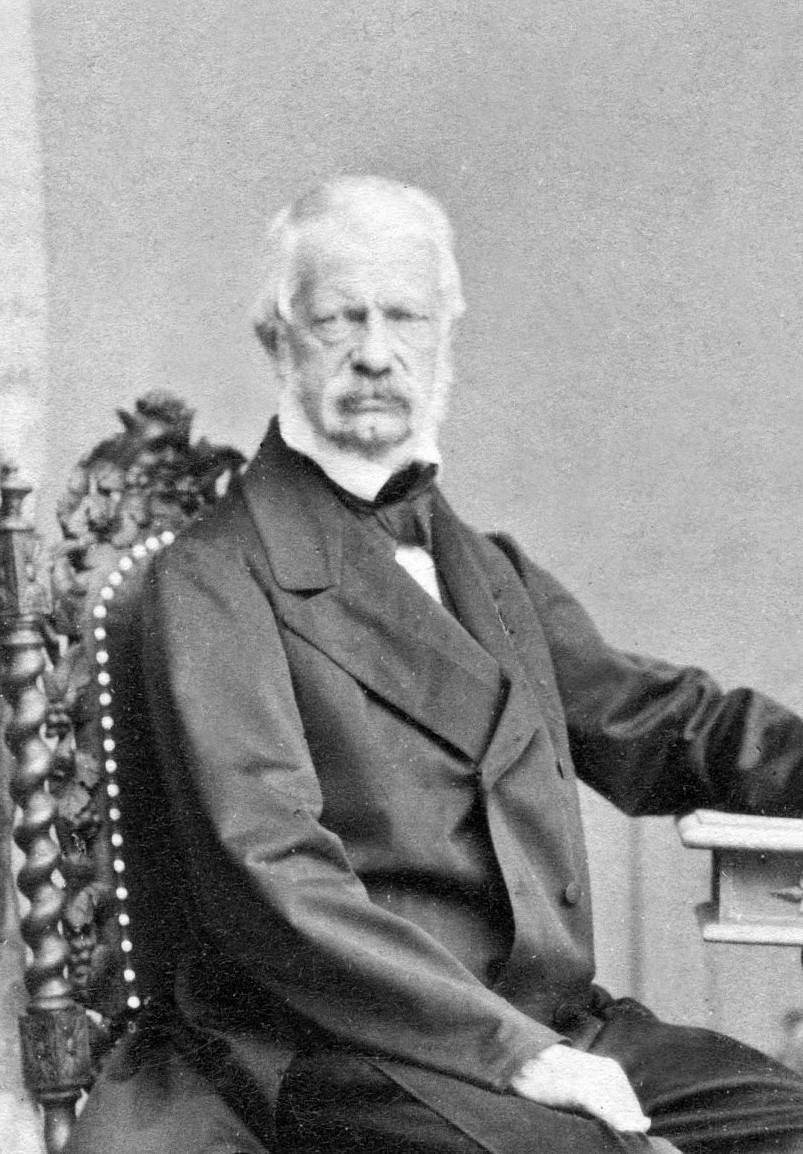
退位後のレオポルド2世（1862年）

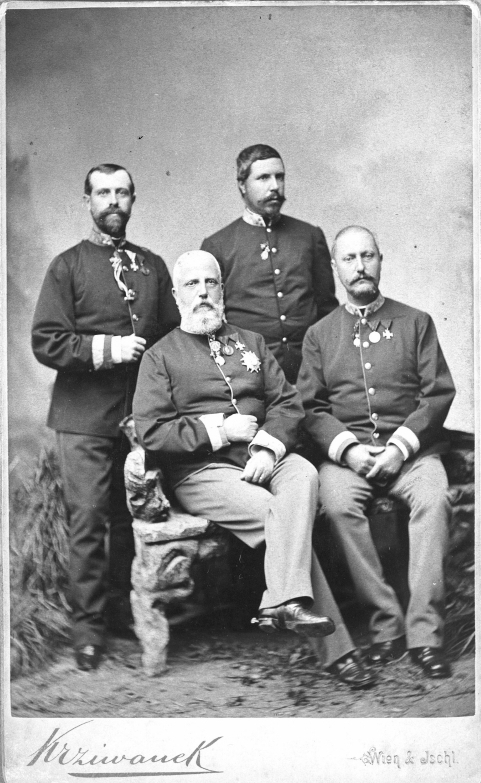
レオポルド2世の4人の息子たち、長男フェルディナント（前列左）、次男カール（前列右）、四男ルートヴィヒ（後列右）、五男ヨハン（後列左）

レオポルド2世（Leopoldo II, Granduca di Toscana, 1797年10月3日 - 1870年1月29日）は、イタリアのトスカーナ大公（在位：1824年 - 1859年）。全名はレオポルド・ジョヴァンニ・ジュゼッペ・フランチェスコ・フェルディナンド・カルロ（イタリア語: Leopoldo Giovanni Giuseppe Francesco Ferdinando Carlo）ドイツ語ではレオポルト・ヨハン・ヨーゼフ・フェルディナント・カール（ドイツ語: Leopold Johann Joseph Franz Ferdinand Karl）。オーストリア皇帝家の一員であり、オーストリア大公（Erzherzog）の称号も有した。

## 生涯
トスカーナ大公フェルディナンド3世と、その妻で両シチリア国王フェルディナンド1世の娘であるルイーザ・マリアの間の次男として生まれた。1799年にフランス軍の侵略によってトスカーナ地方が占領されると、父に連れられて本家のウィーン宮廷に逃れ、ザルツブルクやヴュルツブルクを転々としたのち、1814年になってトスカーナに帰国した。
1817年にザクセン王女マリア・アンナを妻に迎え、1824年には父の死に伴って大公位を継いだ。レオポルドは1832年に深く愛していた妻マリア・アンナを失うと、翌1833年に母方の従妹にあたる両シチリア王女マリーア・アントーニア（アントニエッタ）と再婚した。アントニエッタは10人の子供を産み、うち4男2女の6人の子供が成育したため、トスカーナ大公家の血統存続は安泰となった。
1847年頃からイタリアの再統合（リソルジメント）を求める革命運動が激化すると、レオポルド2世は1848年2月15日に大公国の憲法を公布して自由主義に宥和姿勢を見せた。しかしこの憲法は、オーストリア支配からの完全な脱却を求める急進的な住民たちを満足させるには不十分な内容だった。
1849年2月にトスカーナで臨時の共和国政府が樹立されると、レオポルド2世は国外に退去した。トスカーナの共和政府は、同じ月に教皇領の革命勢力が樹立し、約5カ月に渡って存立したローマ共和国政府と同盟を結んだ。同年4月、トスカーナにおける民主共和制の政治実験はオーストリア軍の主導による反革命運動によって鎮圧され、レオポルド2世は再び帰国することが出来た。
1859年4月、ピエモンテ＝サルデーニャがオーストリア支配に抵抗して独立戦争を始めると、民族意識を刺激された大公国の住民はレオポルド2世に対し、サルデーニャに同調してオーストリアと戦うよう強く要求した。しかしレオポルド2世はオーストリアとの間ですでに中立協定を結んでおり、4月27日には家族を連れて最終的に国外へ退去し、大公位を退いて長男のフェルディナンド4世に譲位すると表明した。
レオポルド2世とその妻子はイタリアを離れ、ボヘミアのシュラッケンヴァルト（現チェコ領カルロヴィ・ヴァリ州オストロフ・ナド・オフジー）の城に落ち着いた。レオポルドは翌1860年、ブランダイス（現チェコ領中央ボヘミア州ブランディース・ナド・ラベン＝スタラー・ボレスラフ）の城と荘園を競り落とし、ブランダイス城で極端に人目を避けて暮らした。地域住民はレオポルドに大きな畏敬と尊敬を抱いており、その気があればシュラッケンヴァルトの町長になってほしいと嘆願しに来たこともあった。
イタリアの政治情勢がある程度落ち着いてくると、レオポルトは1869年11月に妻を連れてローマに移り、翌1870年の年明けに死去した。遺骸はウィーンのカプツィーナー納骨堂の中の、トスカーナ大公家霊廟に安置された。

## 子女
1817年に、ザクセン王子マクシミリアンの娘マリア・アンナ（1799年 - 1832年）と最初の結婚をした。2人の間には3人の娘が生まれたが、マリア・アンナは1832年に死去した。
- マリーア・カロリーナ・アウグスタ・エリザベータ・ヴィンチェンティア・ジョヴァンナ・ジュゼッパ（1822年 - 1841年）
- アウグスタ・フェルディナンダ・ルイーザ・マリーア・ジョヴァンナ・ジュゼッパ（1825年 - 1864年） - 1844年、バイエルン王子ルイトポルトと結婚
- マリーア・マッシミリアーナ・テクラ（1827年 - 1834年）

1833年に両シチリア国王フランチェスコ1世の娘で従妹にあたるアントニエッタ（1814年 - 1898年）と再婚して5男5女をもうけた。
- マリーア・イザベッラ・アンヌンツィアータ・ジョヴァンナ・ジュゼッパ・ウミルタ・アポローニア・フィロメーナ・ヴィルジーニア・ガブリエーラ（1834年 - 1901年） - 1850年、トラーパニ伯フランチェスコと結婚
- フェルディナンド・サルヴァトーレ・マリア・ジュゼッペ・ジョヴァンニ・バティスタ・フランチェスコ・ロドヴィーコ・ゴンザーガ・ラファエーレ・ラニエーロ・ジェンナーロ（1835年 - 1908年） - トスカーナ大公
- マリーア・テレーザ・アンヌンツィアータ・ジョヴァンナ・ジュゼッパ・ルイーザ・ヴィルジーニア・アポローニア・フィロメーナ（1836年 - 1838年）
- マリーア・クリスティーナ・アンヌンツィアータ・ルイーザ・アンナ・ジョヴァンナ・ジュゼッパ・アガタ・ドロテア・フィロメーナ（1838年 - 1849年）
- カルロ・サルヴァトーレ・マリーア・ジュゼッペ・ジョヴァンニ・バティスタ・フィリッポ・ヤーコポ・ジェンナーロ・ロドヴィーコ・ゴンザーガ・ラニエーロ（1839年 - 1892年）
- マリーア・アンナ・カロリーナ・アンヌンツィアータ・ジョヴァンナ・ジュゼッパ・ガブリエーラ・テレーザ・マルゲリータ・フィロメーナ（1840年 - 1841年）
- ラニエーリ・サルヴァトーレ・マリーア・ガエターノ・ジュゼッペ・ジョヴァンニ・フィリッポ・ヤーコポ・アントニウス・ザノービ・ロドヴィーコ・ゴンザーガ（1842年 - 1844年）
- マリーア・ルイーザ・アンヌンツィアータ・アンナ・ジョヴァンナ・ジュゼッパ・アントニエッタ・フィロメーナ・アポローニア・トマーザ（1845年 - 1917年） - 1865年、イーゼンブルク＝ビルシュタイン侯カール2世と結婚
- ルイージ・サルヴァトーレ・マリーア・ジュゼッペ・ジョヴァンニ・バティスタ・ドミニコ・ラニエーリ・フェルディナンド・カルロ・ゼノビオ・アントニーノ（英語版）（1847年 - 1915年）
- ジョヴァンニ・ネポムチェノ・サルヴァトーレ・マリーア・ジュゼッペ・ジョヴァンニ・フェルディナンド・バルダッサーレ・ロドヴィーコ・カール・ゼノビウス・アントニン（1852年 - 1890年）